# Żegiestów
Żegiestów (lemkisch und ukrainisch Жеґестів) ist eine Ortschaft mit einem Schulzenamt der Gemeinde Muszyna im Powiat Nowosądecki der Woiwodschaft Kleinpolen in Polen.

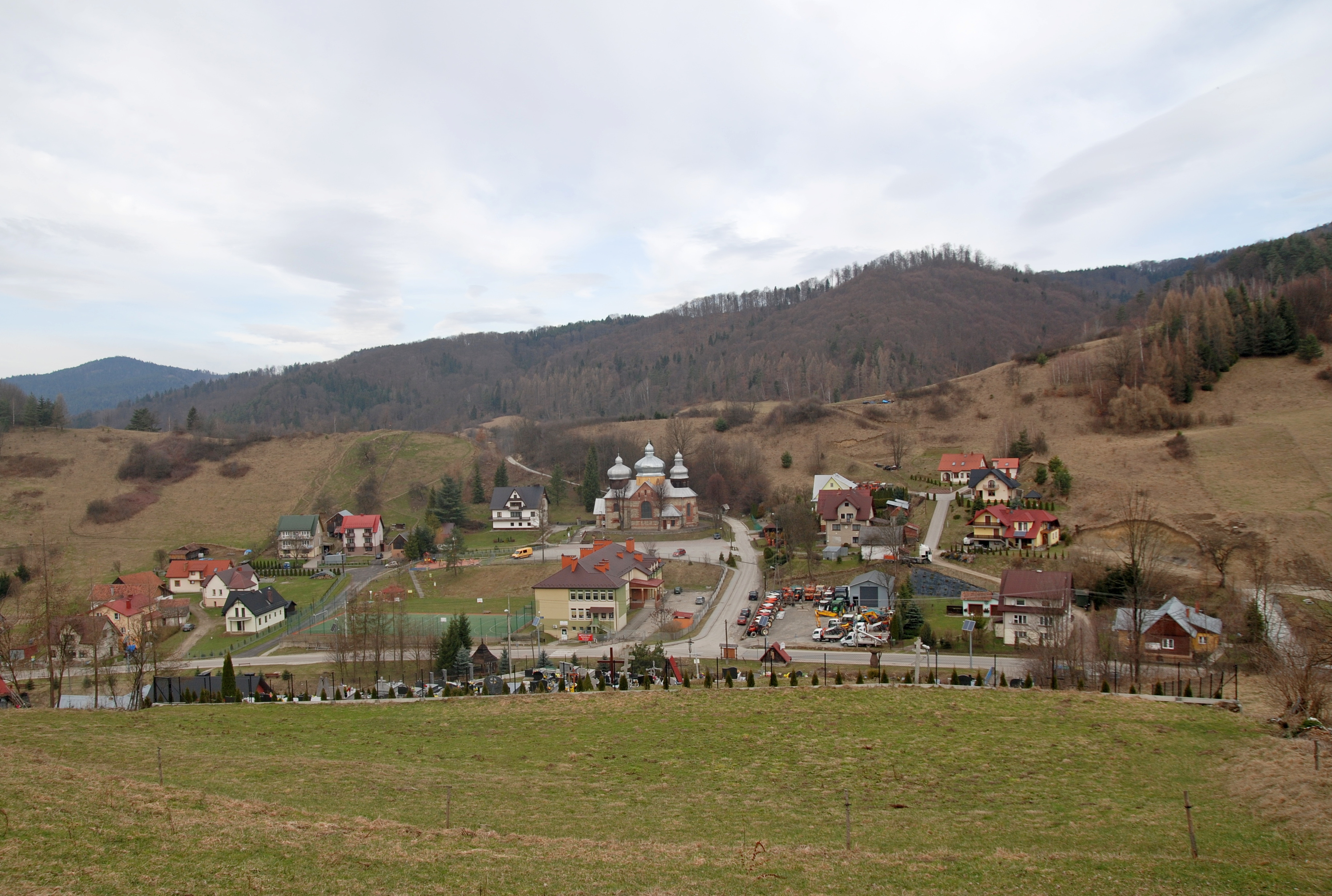
Ortsansicht

## Geographie
Der Ort liegt an der Mündung des Bachs Żegiestowski Potok in den Poprad in den Sandezer Beskiden, am westlichen Rand des sogenannten Lemkenlands. Die Nachbarorte sind Zubrzyk im Westen, Wierchomla Wielka und Wierchomla Mała im Norden, Szczawnik, Milik und Andrzejówka im Osten, sowie die Slowakei im Südwesten.
Das Schulzenamt umfasst auch die Siedlung des Kurorts Żegiestów-Zdrój flussaufwärts südlich am Poprad.

## Geschichte
An diesem Ort befand sich im Jahr 1391 das villa dlugilang (Długi Łęg), das Dorf Żegiestów wurde im Jahr 1575 auf dem leeren Feld Długi Łęk von Gawryło aus Andrzejówka nach Walachischem Recht gegründet.
Das Dorf im Land Muszyna, Kreis Sącz der Woiwodschaft Krakau wurde von Lemken bewohnt, die slowakische bzw. ungarische (aus dem linken Ufer des Poprads) Elemente in ihrer Folklore hatten.

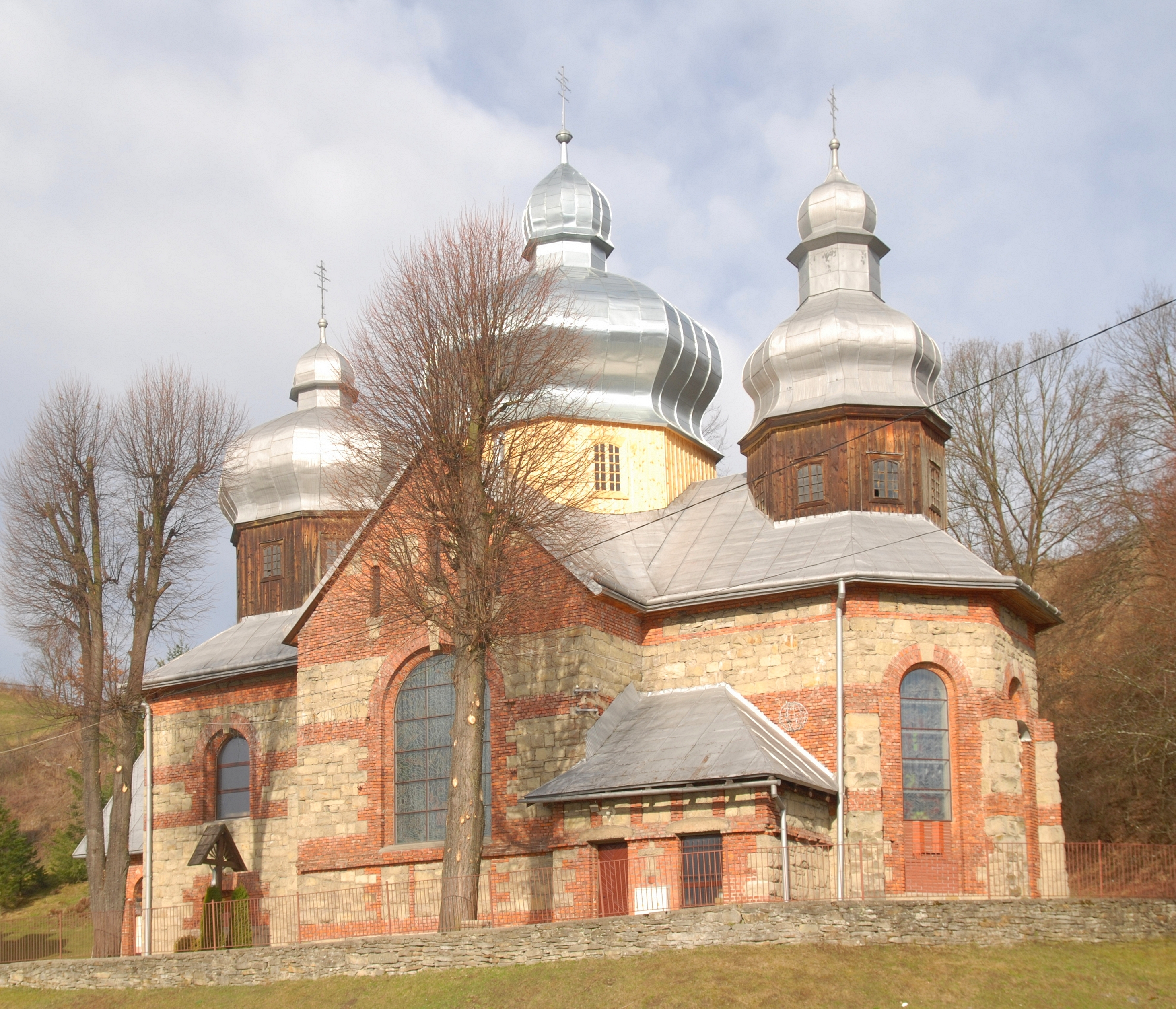
Ehemalige griechisch-katholische Kirche

Bereits vor der Ersten Polnischen Teilungen besetzten die Habsburger das Land Muszyna im Jahr 1770. Zwei Jahre später kam Piwniczna zum neuen Königreich Galizien und Lodomerien des habsburgischen Kaiserreichs (ab 1804). In der Mitte des 19. Jahrhunderts plante die österreichische Verwaltung die Auflösung des Kurorts Krynica. Ignacy Medwecki aus Muszyna begann als Antwort den Kurort südlich von Żegiestów zu gründen. Die Ortschaft blieb bis 1939 privat und 1876 erhielt als der erste Kurort in den galizischen Karpaten Anschluss an die Eisenbahnlinie. 1924 wurde er offiziell als Kurort von Polen anerkannt.
Im Jahr 1900 hatte die Gemeinde Żegiestów 1351 Hektar Fläche, 135 Häuser mit 822 Einwohnern, davon die Mehrheit ruthenischsprachig (757) und griechisch-katholisch (764), außerdem römisch-katholische (38) und polnischsprachige (38) Bevölkerung, sowie 20 deutschsprachige und 20 Juden.

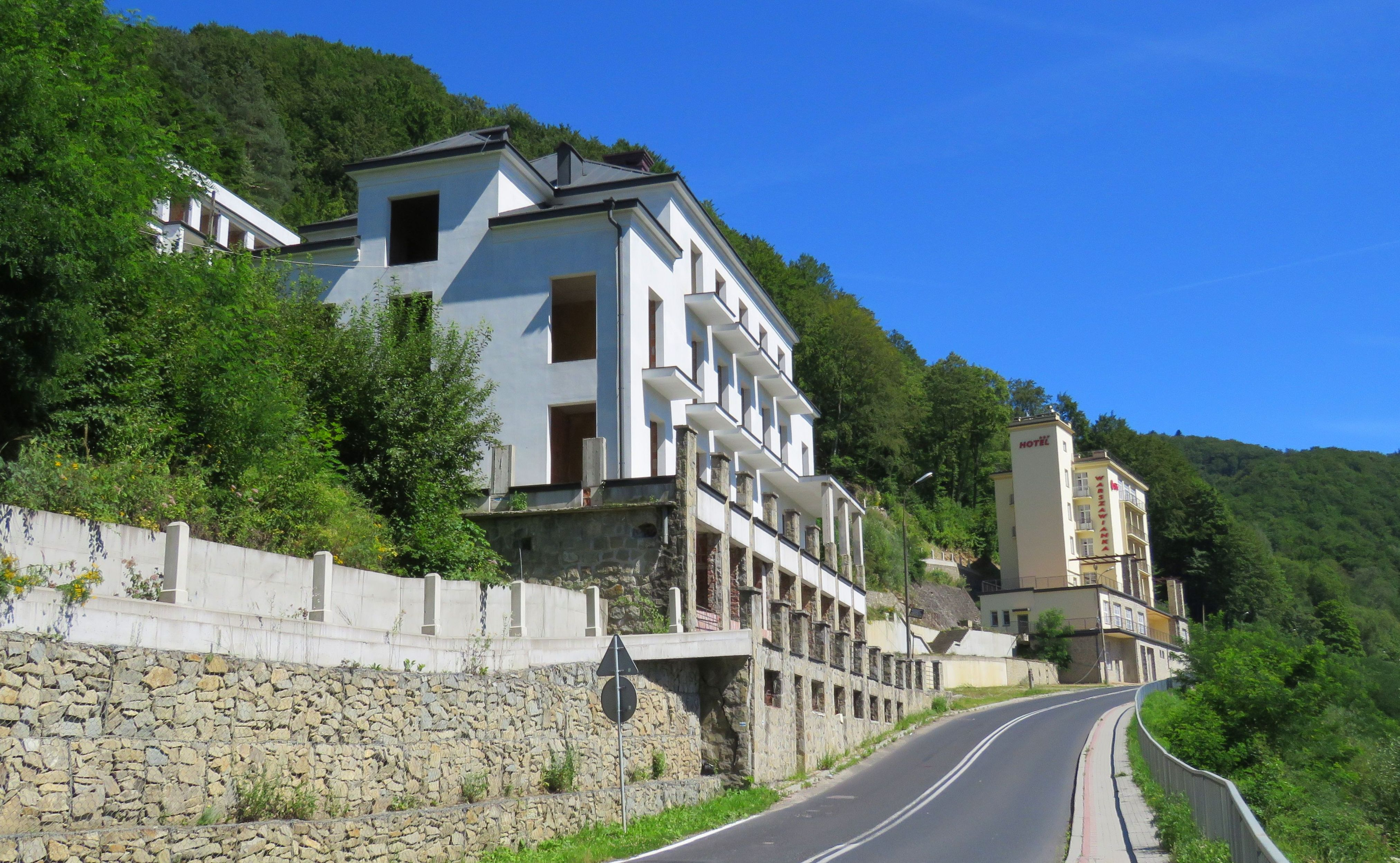
Żegiestów-Zdrój

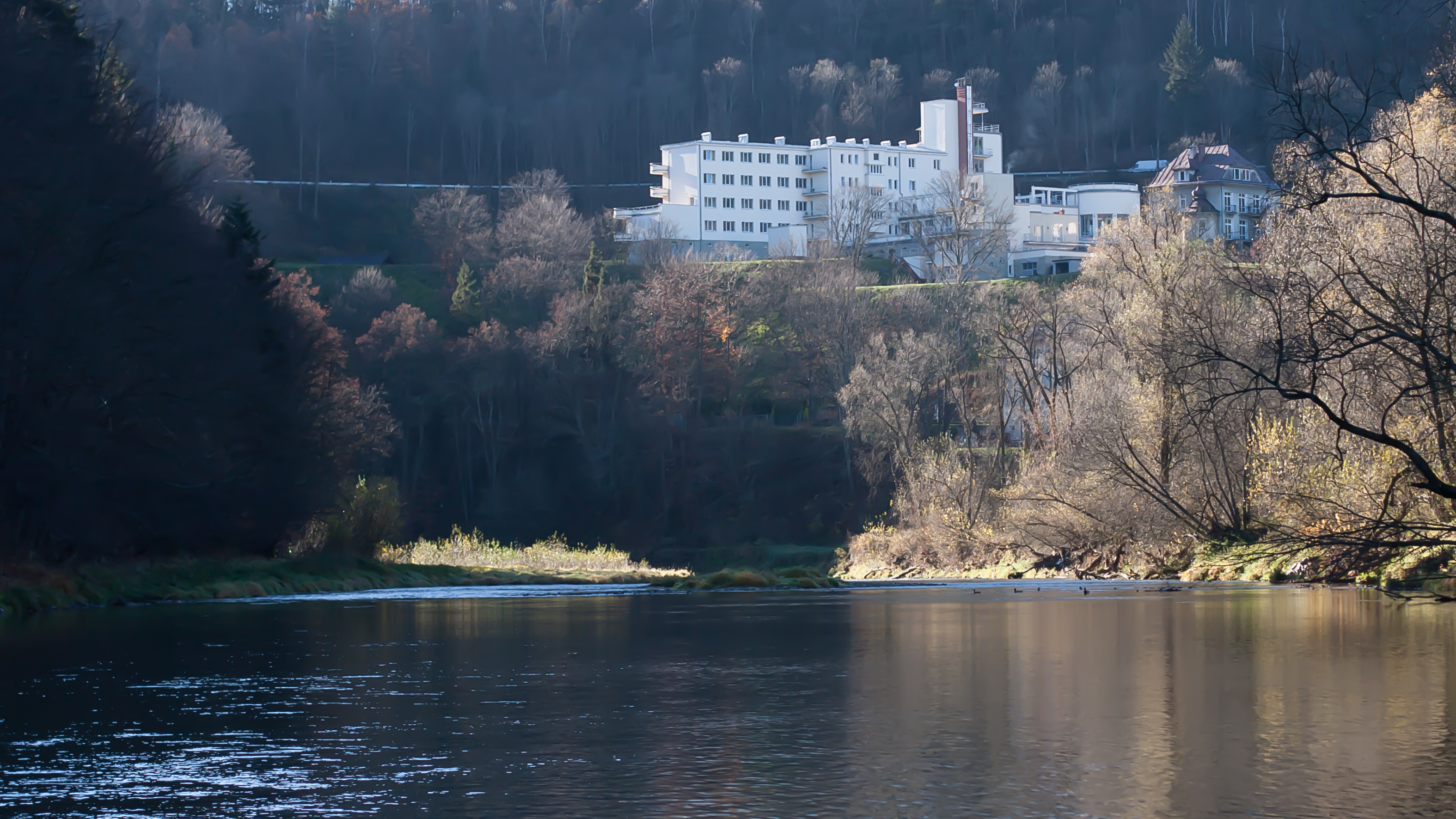
Żegiestów-Zdrój am Poprad

1918, nach dem Ende des Ersten Weltkriegs und dem Zusammenbruch der k.u.k. Monarchie, kam Żegiestów zur Zweiten Polnischen Republik. Im Zweiten Weltkrieg gehörte es zum Distrikt Krakau im Generalgouvernement. 1944 wurden die Lemken in die sowjetische Ukraine umgesiedelt, der Rest wurde in der Aktion Weichsel vertrieben.
Von 1975 bis 1998 gehörte Żegiestów zur Woiwodschaft Nowy Sącz.